# Dąbrówka Niemiecka
Dąbrówka Niemiecka (niem. Neu Dąbrówka, Deutsch Dąbrówka) – dawna wieś, obecnie niestandaryzowana część miasta Nowy Sącz, położona na południu miasta.

## Historia
Dąbrówka Niemiecka powstała na północ od Dąbrówki (Polskiej) na skutek kolonizacji józefińskiej około roku 1800. Jej obszar odpwiada współczesnym terenom między ulicami Węgierską (dawnym Gościńcem Cesarskim), Grunwaldzką i Piramowicza, obejmując także ulice Rycerską i Okrzei.
Dąbrówka Niemiecka stanowiła odrębną gminę jednostkową w powiecie nowosądeckim; w 1921 roku liczyła 1516 mieszkańców. Wieś była zamieszkana przede wszystkim przez kolejarzy, mocno związanymi z miastem.
W roku 1923 Dąbrówka Niemiecka stała się dzielnicą Nowego Sącza.